# Wolfen
La Wolfen (ウルフェン Urufen?) es una nave espacial de ficción piloteada por los integrantes del equipo Star Wolf en la serie de videojuegos Star Fox. Al igual que el Arwing, la Wolfen sufre cambios en cada nuevo juego de Star Fox.

## Historia

### Wolfen
La primera aparición oficial de la Wolfen en un juego fue en Star Fox 64 en el planeta Fichina (Llamado erróneamente Fortuna); que luego podrían reaparecer en Bolse si alguno de ellos sobreviviera o si el jugador llegara a Bolse sin pasar por Fortuna.
En Star Fox: Assault, la Wolfen cuenta con cuatro Cuchillas Gravitatorias (Gravity Blades) en lugar de Difusores-G, lo que le impide suspenderse por completo en el aire como el Arwing, pero que la hacen más rápida.

### Wolfen enStar Fox 2
Las naves pilotadas por el equipo Star Wolf en Star Fox 2 podrían haberse llamado Wolfens pero eso queda incierto, ya que el juego nunca se lanzó. Wolf tenía un diseño único para su nave mientras que los otros tres integrantes tenían todos el mismo modelo, uno muy similar al que finalmente aparecería en Star Fox 64.

### Wolfen II
La primera aparición de la Wolfen II hasta la fecha fue en Star Fox 64 en Venom. Sólo aparecerían si el jugador llega a Venom desde el Area 6. Los integrantes del equipo mostraban lo que parecían ser prótesis mecánicas sugiriendo haber recibido daño por una batalla previa. Las Wolfen II tenían dos Difusores-G, lo que las hacía más rápidas. Estaban equipadas con láseres gemelos y un generador de escudos capaz de protegerlas de bombas y láseres recargados. La Wolfen II podía volar en círculos alrededor de un Arwing. Sin embargo, un jugador hábil fácilmente podría ponerlos fuera de combate.

### Wolfen enStar Fox: Assault
La Wolfen es usada por Star Wolf en Star Fox: Assault en varios niveles.
Se puede desbloquear para usarse en modo multijugador. Su mira es mucho más amplia que la del Arwing, y causa mucho más dano con sus disparos. Puede volar más rápido que el Arwing pero no puede detenerse por completo en el aire, es menos maniobrable, y no puede dar vueltas muy cerradas. También cuenta con una plataforma para pararse en una de las alas superiores, como se ve en la misión de Corneria en el juego.

### Wolfen enStar Fox Command
La Wolfen también aparece en Star Fox Command. Su apariencia es casi idéntica a la que tenía en Star Fox: Assault. También, similar al equipo Star Fox, cada uno de los pilotos tiene su propia variante en diseño.
Wolf es el único que conserva el diseño de la Wolfen del juego anterior (llamado Red Fang en el manual, pero en el juego es llamado Wolfen). Está armada con Láser doble y mira múltiple. Leon pilotea una variante llamada Rainbow Delta. Carece de un láser estándar, pero está equipada con una mira amplia, que le permite enfocar a todos los enemigos que estén en el rango de visión y atacarlos de una sola vez. Por último, Panther pilotea la Black Rose, que se parece en diseño a la Wolfen II de Star Fox 64. Está armada con el Zapper, un láser poderoso pero de corto alcance, y que no puede disparar de manera continua.

### Wolfen enStar Fox Zero
La Wolfen en Star Fox Zero retorna a su diseño original visto en Star Fox 64, pero al igual que su contraparte, también ha adquirido su propio modo terrestre. A diferencia de su contraparte, la Wolfen se transforma en un robot cuadrúpedo, similar a un lobo ordinario.

### Combate
El jugador al enfrentarse al Star Wolf, debe tener cuidado si es la primera vez o si es inexperimentado, ya que por lo general este tipo de jugadores no consigen vencerlos a todos en Fichina, aparte de que debido a los Sables Giratorios de las Wolfen la hacen no solo más veloz, si no que también más ágiles al realizar un tonel (o en inglés: Barrel Roll), por lo que desvia disparos más eficazmente que la Arwing.
El llevar equipado el Láser doble o HiperLáser hará que el jugador le de rápidamente baja al equipo Star Wolf, haciendo que la misión resulte fácil.
- Datos: Q6149736